# Così va il mondo
Così va il mondo è un dipinto olio su tela di Cirillo Manicardi, realizzato nel 1883 e conservato nel Palazzo dei Musei di Reggio Emilia.

## Storia
L'opera rappresenta per l'artista il raggiungimento della sua prima maturità artistica, avviata su quel filone della pittura sociale che lo impegnerà fino a tutti gli anni Novanta.
Il dipinto venne eseguito a seguito del biennio di studio a Firenze (1880-1882), dove Manicardi si recò grazie al sussidio dell'Istituto Ferrari Bonini; grazie a questa esperienza l'artista ha avuto modo di confrontarsi con gli ultimi esiti della cultura artistica toscana e degli insediamenti dell'artista Francesco Gioli.

## Descrizione
Sono molto chiari nell'opera i riferimenti alla lezione post-macchiaiola di Gioli, mentre alcuni particolari che sono resi con un gusto descrittivo richiamano la prima formazione con la scuola di Gaetano Chierici; parliamo di particolari come la tinozza in legno in primo piano e il muro dall'intonaco rovinato.
A differenza delle opere di Chierici, Così va il mondo è caratterizzato da una più immediata partecipazione all'umanità dei personaggi raffigurati, dove si vede la casa dell'artista di Massenzatico come sede della scena di una contrapposizione tra sofferenza e allegria.
A sinistra dell'opera vediamo il viatico portato a un moribondo caratterizzato da figure piegate verso terra in chiaro segno di lutto, mentre sulla destra assistiamo all'allegro ritorno di un corteo da una festa dove tutti sono rappresentati in movimento verso l'osservatore e alcuni raffigurati nell'atto di suonare; al centro troviamo il pittore e la prima moglie Zefira Zaniboni, identificata grazie a una fotografia della raccolta di famiglia del pittore.
Bruno Sperani in un articolo su La Nazione e poi ripubblicato sul giornale reggiano Cronaca il 27 luglio 1891, disse di Cirillo Manicardi che << [...] ha messo tutto questo complesso di sentimenti a di vita nel suo quadro, dipinto con tanta verità e squisitezza, a colori fini, ma armoniosamente intonacati>> .
Il dipinto venne presentato all'Esposizione nazionale di Torino del 1884, dove ottenne una certa attenzione da parte della critica.
Nel 1891 il quadro venne donato dall'artista all'Istituto Ferrari Bonini in segno di riconoscenza per il sussidio datogli al fine di eseguire un viaggio di studio a Parigi.
Dal 1904 l'opera figura nella collezione della Galleria Fontanesi, ora Musei Civici di Reggio Emilia.